# Discographie de Radiohead
Ceci est une liste de la discographie des albums et singles du groupe Radiohead. Le groupe a sorti 9 albums studio, 28 singles, 11 maxis et une boxset. Radiohead a vendu plus de 30 millions d'albums à travers le monde. Six de ses neuf albums ont atteint la première place des ventes sur le marché britannique.

## Albums studio
| Sortie          | Titre              | Charts | Charts | Charts | Charts | Charts | Charts | Charts |
| Sortie          | Titre              | UK     | U.S.   | FR     | SWI    | NZ     | GER    |        |
| --------------- | ------------------ | ------ | ------ | ------ | ------ | ------ | ------ | ------ |
| 22 février 1993 | Pablo Honey        | 22     | 32     | 108    | 91     | 44     | —      |        |
| 13 mars 1995    | The Bends          | 4      | 88     | 35     | —      | 8      | 7      |        |
| 16 juin 1997    | OK Computer        | 1      | 21     | 3      | 40     | 1      | 21     |        |
| 2 octobre 2000  | Kid A              | 1      | 1      | 1      | 8      | 1      | 6      |        |
| 4 juin 2001     | Amnesiac           | 1      | 2      | 2      | 6      | 1      | 10     |        |
| 9 juin 2003     | Hail to the Thief  | 1      | 3      | 1      | 3      | 3      | 10     |        |
| 10 octobre 2007 | In Rainbows        | 1      | 1      | 1      | 2      | 2      | 3      |        |
| 19 février 2011 | The King of Limbs  | 7      | 3      | 8      | 8      | ?      | ?      |        |
| 8 mai 2016      | A Moon Shaped Pool | 1      | 3      | 1      | 1      | ?      | ?      |        |

## Collections

### VHS/DVD
- Live at The Astoria (1995, VHS/2005, DVD)
- 7 Television Commercials (1998, VHS/DVD)
- Meeting People Is Easy (1999, VHS/DVD)
- The Most Gigantic Lying Mouth of All Time (en) (2004, DVD)

### Compilations
- Radiohead Box Set (en) (2007, EMI)
- Radiohead: The Best Of (2008, EMI)
- MiniDiscs [Hacked] (2019)
- Kid A Mnesia (2021, XL)

## Maxis
| Titre                             | Année | Charts | Charts |
| Titre                             | Année | UK     | U.S.   |
| --------------------------------- | ----- | ------ | ------ |
| Drill (en)                        | 1992  | 101    |        |
| Itch (en)                         | 1994  |        |        |
| Lucky (France/Royaume-Uni)        | 1996  |        |        |
| My Iron Lung                      | 1994  |        |        |
| No Surprises/Running from Demons  | 1997  |        |        |
| Airbag/How Am I Driving?          | 1998  |        | 56     |
| I Might Be Wrong: Live Recordings | 2001  | 22     | 44     |
| COM LAG (2plus2isfive)            | 2004  | 37     |        |

| Titre               | Année | Notes    |
| ------------------- | ----- | -------- |
| Live Au Forum       | 1995  | France   |
| Live at the Astoria | 1995  | France   |
| Just for College EP | 1995  | É.-U.    |
| The Bends Pinkpop   | 1996  | Pays-Bas |
| College Karma EP    | 1998  | U.S.     |
| Amnesiac College EP | 2001  | U.S.     |

## Singles
| Année | Titre                     | Charts | Charts | Charts | Album              |
| Année | Titre                     | UK     | U.S.   | France | Album              |
| ----- | ------------------------- | ------ | ------ | ------ | ------------------ |
| 1992  | Prove Yourself            | 101    | —      | —      | Pablo Honey        |
| 1993  | Anyone Can Play Guitar    | 32     | —      | —      | Pablo Honey        |
| 1993  | Pop Is Dead               | 42     | —      | —      | —                  |
| 1993  | Creep                     | 7      | 34     | 17     | Pablo Honey        |
| 1993  | Stop Whispering           | —      | —      | —      | Pablo Honey        |
| 1995  | My Iron Lung              | 24     | —      | —      | The Bends          |
| 1995  | Fake Plastic Trees        | 20     | —      | —      | The Bends          |
| 1995  | Just                      | 19     | —      | —      | The Bends          |
| 1995  | High and Dry              | 17     | 78     | —      | The Bends          |
| 1996  | Street Spirit (Fade Out)  | 5      | —      | —      | The Bends          |
| 1997  | Lucky                     | —      | —      | —      | OK Computer        |
| 1997  | Paranoid Android          | 3      | —      | —      | OK Computer        |
| 1997  | Karma Police              | 8      | —      | —      | OK Computer        |
| 1997  | Let Down                  | —      | —      | —      | OK Computer        |
| 1998  | No Surprises              | 4      | —      | —      | OK Computer        |
| 2000  | Optimistic                | —      | —      | —      | Kid A              |
| 2001  | Pyramid Song              | 5      | —      | 19     | Amnesiac           |
| 2001  | Knives Out                | 13     | —      | 46     | Amnesiac           |
| 2001  | I Might Be Wrong          | —      | —      | —      | Amnesiac           |
| 2003  | There There               | 4      | —      | 54     | Hail to the Thief  |
| 2003  | Go to Sleep               | 12     | —      | 87     | Hail to the Thief  |
| 2003  | 2+2=5                     | 15     | —      | 64     | Hail to the Thief  |
| 2007  | Bodysnatchers             | —      | —      | —      | In Rainbows        |
| 2008  | Jigsaw Falling into Place | 30     | —      | 55     | In Rainbows        |
| 2008  | Nude                      | 21     | 37     | 76     | In Rainbows        |
| 2008  | House of Cards (en)       | —      | —      | —      | In Rainbows        |
| 2016  | Burn the Witch (en)       | —      | —      | —      | A Moon Shaped Pool |
| 2016  | Daydreaming               | —      | —      | —      | A Moon Shaped Pool |

## Clips vidéo
| Année | Titre                           | Réalisateur                     |
| ----- | ------------------------------- | ------------------------------- |
| 1993  | Anyone Can Play Guitar          | Dwight Clarke                   |
| 1993  | Creep                           | Brett Turnbull                  |
| 1993  | Pop Is Dead                     | Dwight Clarke                   |
| 1993  | Creep (MTV Beach House version) | Corrine Day                     |
| 1993  | Stop Whispering                 | Jeff Plansker                   |
| 1994  | My Iron Lung (Live)             | Brett Turnbull                  |
| 1995  | High and Dry (UK)               | David Mould                     |
| 1995  | Fake Plastic Trees              | Jake Scott                      |
| 1995  | Just                            | James Thraves (en)              |
| 1996  | High and Dry (U.S.)             | Paul Cunningham                 |
| 1996  | Street Spirit                   | Jonathan Glazer                 |
| 1997  | Paranoid Android                | Magnus Carlsson                 |
| 1997  | Karma Police                    | Jonathan Glazer                 |
| 1997  | No Surprises                    | Grant Gee                       |
| 1998  | Palo Alto                       | Grant Gee                       |
| 2000  | Idioteque (live)                | Chris Bran                      |
| 2001  | Motion Picture Soundtrack       | Stanley Donwood et Shynola (en) |
| 2001  | Pyramid Song                    | Shynola                         |
| 2001  | Knives Out                      | Michel Gondry                   |
| 2001  | I Might Be Wrong                | Chris Bran                      |
| 2001  | I Might Be Wrong (live)         | Sophie Muller                   |

| Année | Titre                                              | Réalisateur(s)                |
| ----- | -------------------------------------------------- | ----------------------------- |
| 2002  | Pulk/Pull Revolving Doors and Like Spinning Plates | Johnny Hardstaff              |
| 2003  | There There                                        | Chris Hopewell (en)           |
| 2003  | Go to Sleep                                        | Alex Rutterford (en)          |
| 2003  | 2 + 2 = 5                                          | Ed Holdsworth                 |
| 2007  | Jigsaw Falling into Place                          | Adam Buxton et Garth Jennings |
| 2008  | Nude                                               | Adam Buxton et Garth Jennings |
| 2008  | House Of Cards                                     | James Frost                   |
| 2008  | All I Need                                         | Radiohead et MTV EXIT         |
| 2016  | Burn the Witch                                     | Chris Hopewell                |
| 2016  | Daydreaming                                        | Paul Thomas Anderson          |
| 2016  | Present Tense                                      | Paul Thomas Anderson          |
| 2016  | The Numbers                                        | Paul Thomas Anderson          |
| 2017  | I Promise                                          | Michal Marczak                |
| 2017  | Man of War                                         | Colin Read                    |
| 2017  | Lift                                               | Oscar Hudson                  |
| 2021  | Follow Me Around                                   | Georgina Smith                |

## Lives
- Live at the Astoria (1994 - Londres)
- Live au Forum (1995 - France)
- The Bends Live EP (1995 - Live at Rock City)
- I Might Be Wrong: Live Recordings (13 novembre 2001)
- Scotch Mist (2007 - Studio)
- The King of Limbs: Live from the Basement (en) (2011 - Studio)
- Hail to the Thief (Live Recordings 2003—2009) (13 août 2025)

## Travaux en solo
- Bodysong de Jonny Greenwood (2003), bande originale du film Bodysong
- The Eraser de Thom Yorke (2006)
- Spitting Feathers de Thom Yorke (2006)
- Jonny Greenwood Is the Controller (en) (2006), compilation reggae de Jonny Greenwood pour les 40 ans du label Trojan Records.
- There Will Be Blood (en) de Jonny Greenwood (2007), bande originale du film There Will Be Blood. Longtemps promise à l'oscar de la meilleure bande originale 2008, celle-ci n'a finalement pas été retenue car possédant des passages non composés spécialement pour le film.
- Hearing Damage de Thom Yorke (2009), bande originale du film Twilight, chapitre II : Tentation.
- Familial (en) est le premier album solo de Phil Selway, le batteur du groupe. Il est sorti en septembre 2010.
- Norwegian Wood - Noruwei no mori, bande originale du film, par Jonny Greenwood, sorti le 10 novembre 2010.
- Running Blind (en), EP de Phil Selway, sorti le 25 juillet 2011.
- Jonny Greenwood a composé la musique du film We Need to Talk about Kevin, sorti en salles le 2 septembre 2011 : la bande originale n'a pas été éditée, pour l'heure, en album.
- The Master, bande originale du film, par Jonny Greenwood, sorti le 11 septembre 2012.
- Amok, premier album du groupe Atoms for Peace - dont Thom Yorke est le chanteur -, sorti le 25 février 2013.
- Tomorrow's Modern Boxes, second album solo de Thom Yorke, paru sur internet le 26 septembre 2014.
- Weatherhouse (en), second album solo de Phil Selway, sorti le 6 octobre 2014.
- Inherent Vice, bande originale du film, par Jonny Greenwood, sorti le 15 décembre 2014.
- Junun, collaboration de Jonny Greenwood avec Shye Ben Tzur et le Rajasthan Express, sorti le 20 novembre 2015.

## Sur d'autres œuvres

### Thom Yorke
- Rabbit in Your Headlights (en), sur l'album Psyence Fiction de UNKLE (1998)
- 2HB (en), Ladytron (en) et Bitter-Sweet (avec Jonny Greenwood sous le pseudonyme The Venus in Furs), sur la bande originale de Velvet Goldmine (1998)
- El President, sur l'album White Magic for Lovers (en) de Drugstore (1998)
- This Mess We're In, sur l'album Stories from the City, Stories from the Sea de PJ Harvey (2000)
- I've Seen It All (en), sur l'album bande originale Selmasongs de Björk (2000)
Náttúra, single de Björk.
- The White Flash, sur l'album Happy Birthday! de Modeselektor (2007)
- Collaboration avec Burial et Four Tet sur les morceaux Mirror et Ego (2011) (Text Recordings)
- Beautiful People, sur l'album Under the Sun de Mark Pritchard (2016)

### Jonny Greenwood
Participation à Terror Twilight (1999) de Pavement.

Participation à l'enregistrement de Radio Rewrite, de Steve Reich, avec l'orchestre de chambre Alarm Will Sound (en), en 2014 (album paru chez Nonesuch Records).

### Jonny Greenwood et Phil Selway
Ils ont joué dans le groupe fictif The Weird Sisters pour le film Harry Potter et la Coupe de feu (2005).